# Olešnice (kraj południowomorawski)
Olešnice − miasto w Czechach, w kraju południowomorawskim.
Według danych z 31 grudnia 2003 powierzchnia miasta wynosiła 1 252 ha, a liczba jego mieszkańców 1 757 osób.

## Demografia
| Rok             | 1970  | 1980  | 1991  | 2001  | 2003  |
| --------------- | ----- | ----- | ----- | ----- | ----- |
| Liczba ludności | 1 710 | 1 791 | 1 778 | 1 768 | 1 757 |

Źródło: Czeski Urząd Statystyczny